# Castles for Two
Castles for Two er en amerikansk stumfilm fra 1917 af Frank Reicher.

## Medvirkende
- Elliott Dexter som Brian O'Neil
- Marie Doro som Patricia Calhoun
- Mayme Kelso
- Jane Wolfe
- Harriet Sorenson